# Мейсел Мелоун-Воллес
Мейсел Мелоун-Воллес (англ. Maicel Malone-Wallace; нар. 12 червня 1969) — американська легкоатлетка, що спеціалізується на спринті, олімпійська чемпіонка 1996 року, чемпіонка світу.

## Кар'єра
| Рік             | Змагання                      | Місто                    | Місце           | Дисципліна            | Примітки        |
| Представник США | Представник США               | Представник США          | Представник США | Представник США       | Представник США |
| --------------- | ----------------------------- | ------------------------ | --------------- | --------------------- | --------------- |
| 1986            | Чемпіонат світу серед юніорів | Афіни, Греція            | 3               | біг на 100 метрів     | 11.49           |
| 1986            | Чемпіонат світу серед юніорів | Афіни, Греція            | півфінали       | біг на 200 метрів     | 23.72           |
| 1986            | Чемпіонат світу серед юніорів | Афіни, Греція            | 1               | естафета 4×100 метрів | 43.78           |
| 1988            | Чемпіонат світу серед юніорів | Садбері, Канада          | 2               | біг на 400 метрів     | 52.23           |
| 1991            | Універсіада                   | Шеффілд, Велика Британія | 1               | біг на 400 метрів     | 50.65           |
| 1991            | Універсіада                   | Шеффілд, Велика Британія | 1               | естафета 4×400 метрів | 3:27.93         |
| 1993            | Чемпіонат світу               | Штутгарт, Німеччина      | 1               | естафета 4×400 метрів | 3:16.71         |
| 1995            | Чемпіонат світу               | Гетеборг, Швеція         | 7               | біг на 400 метрів     | 50.99           |
| 1996            | Олімпійські ігри              | Атланта, США             | півфінали       | біг на 400 метрів     | 51.16           |
| 1996            | Олімпійські ігри              | Атланта, США             | 1               | естафета 4×400 метрів | 3:20.91         |
| 1997            | Чемпіонат світу               | Афіни, Греція            | півфінали       | біг на 400 метрів     | 51.40           |
| 1997            | Чемпіонат світу               | Афіни, Греція            | 2               | естафета 4×400 метрів | 3:21.03         |
| 1999            | Чемпіонат світу               | Севілья, Іспанія         | півфінали       | біг на 400 метрів     | 50.93           |
| 1999            | Чемпіонат світу               | Севілья, Іспанія         | 2               | естафета 4×400 метрів | 3:22.09         |